# Kolari (Finlandia)
Kolari es un municipio de Finlandia, ubicado en la frontera con Suecia. Es atravesado por el río Torne. Solo se habla finés.

## Geografía y demografía
Se ubica en la Laponia finlandesa. Posee una población de 3795 habitantes (2015) y cubre un área de 2617,76 km², de los cuales 59,15 km² corresponden a agua.

## Transporte
La estación de tren de Kolari es la más septentrional de Finlandia.

## Economía
La economía del lugar depende del turismo, producción de materias primas y servicios. El centro de esquí de Ylläs es la principal atracción y la que más beneficios da.